# Jato (física de partículas)

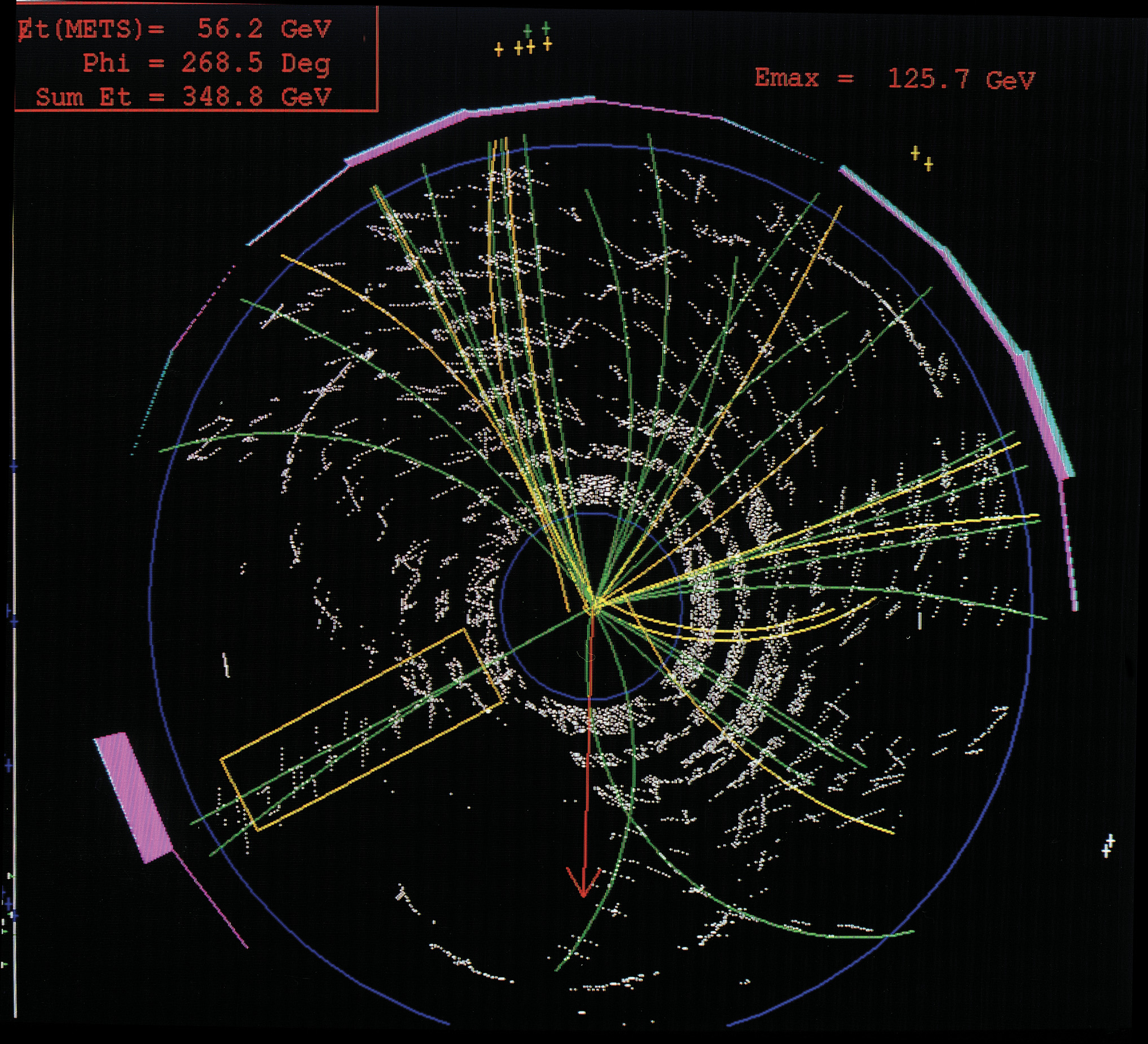
Pares de quark top e antitop quark decaindo em jatos, visíveis como coleções colimadas de rastros de partículas e outros férmions no detector CDF em Tevatron.

Um jato é um cone estreito de hádrons e outras partículas produzidas pela hadronização de um quark ou glúon em um experimento de física de partículas ou de íons pesados. Partículas que carregam carga de cor, como os quarks, não podem existir livremente por conta do confinamento na cromodinâmica quântica que permite apenas estados sem cor. Quando um objeto que contém carga de cor se fragmenta, cada fragmento carrega uma parte da carga de cor. Para obedecer o confinamento, esses fragmentos criam outros objetos coloridos ao redor deles para formar objetos sem cor. O conjunto desses objetos é chamado de jato, porque todos esses fragmentos tendem a viajar na mesma direção, formando um “jato” estreito de partículas. Jatos são medidos em detectores de partículas e estudados a fim de determinar as propriedades dos quarks originais.
A definição de um jato inclui um algoritmo de jato e um esquema de recombinação [1]. O primeiro define o jeito como algumas variáveis, e.g. partículas ou objetos medidos por detectores, são agrupados em jatos, enquanto o segundo especifica como um momento é atribuído a um jato. Por exemplo, jatos podem ser caracterizados por um impulso (thrust). A direção do jato (eixo de jato) pode ser definida como o eixo do impulso.
Em experimentos de física de partículas, jatos são usualmente construídos a partir de aglomerados de deposições de energia no calorímetro do detector. Quando se estudam processos simulados, o jato do calorímetro pode ser reconstruído baseado na resposta simulada do detector. Entretanto, em amostras simuladas, os jatos podem também ser reconstruídos diretamente a partir das partículas estáveis que surgiram dos processos de fragmentação. Jatos a nível de partículas são frequentemente referidos como jatos “verdadeiros”.
Um bom algoritmo de jato geralmente permite obter conjuntos de jatos similares quando aplicado a diferentes níveis na evolução do evento. Alguns algoritmos típicos de reconstrução são, e.g., o algoritmo anti k T, algoritmo k T, e o algoritmo de cone. Um típico esquema de recombinação é o esquema-E, ou esquema de quadrivetor, no qual o quadrivetor do jato é definido como a soma dos quadrivetores de todos os constituintes.
Na física de íons pesados relativísticos, os jatos são importantes porque o espalhamento duro original é a prova natural para a matéria de QCD criada na colisão e indica sua fase. Quando a matéria de QCD sofre uma transição de fase para plasma de quarks e glúons, a perda de energia no meio cresce significativamente, reduzindo a intensidade do jato final.
Exemplos de técnicas de análise de jato são:
- correlação entre jatos
- marcação de sabor (por exemplo, b-tagging )
- subestrutura do jato.

O modelo de cordas de Lund é um exemplo de modelo de fragmentação de jato.

## Produção de jatos
Os jatos são produzidos em processos de espalhamento duro de QCD, criando quarks ou gluons de alto momento transversal, coletivamente chamados de pártons na descrição partônica.
A probabilidade de criar um certo conjunto de jatos é descrita pela seção de choque da produção de jato, que é uma média dos processos elementares a nível de QCD perturbativa de produção de quarks, antiquarks e gluons, ponderada pela função de distribuição de pártons. Para o processo mais frequente de produção de pares de jatos, o espalhamento de duas partículas, a seção de choque da produção de jato em uma colisão hadrônica é dada por
{\displaystyle \sigma _{ij\rightarrow k}=\sum _{i,j}\int dx_{1}dx_{2}d{\hat {t}}f_{i}^{1}(x_{1},Q^{2})f_{j}^{2}(x_{2},Q^{2}){\frac {d{\hat {\sigma }}_{ij\rightarrow k}}{d{\hat {t}}}},}
Com
- x, Q 2 : fração de momento longitudinal e transferência de momento
- {\displaystyle {\hat {\sigma }}_{ij\rightarrow k}} : Seção de choque na QCD perturbativa para a reação ij → k
- {\displaystyle f_{i}^{a}(x,Q^{2})} : função de distribuição de pártons para achar a partícula de espécie i no feixe a .

Seções transversais elementares {\displaystyle {\hat {\sigma }}} são, por exemplo, calculados na ordem principal da teoria de perturbação em Peskin & Schroeder (1995), seção 17.4. Uma revisão de várias parametrizações de funções de distribuição de pártons e dos cálculos no contexto de geradores de eventos de Monte Carlo é discutido em T. Sjöstrand et al. (2003), seção 7.4.1.

## Fragmentação do jato
Cálculos perturbativos da QCD devem ter pártons coloridos no estado final, mas apenas os hádrons sem cor, que são finalmente produzidos, são observados experimentalmente. Então, para descrever o que é observado no detector como resultado de um dado processo, todos os pártons coloridos que saem devem primeiramente formar um chuveiro de pártons e então combinar com os pártons produzidos nos hádrons. Os termos fragmentação e hadronização são frequentemente utilizados intercambiavelmente na literatura para descrever a radiação QCD suave, formação de hádrons, ou ambos os processos juntos.
Como o párton que foi produzido em um espalhamento duro sai da interação, a constante de acoplamento forte aumentará com a sua separação. Isso aumenta a probabilidade para radiação QCD, que possui predominantemente um ângulo pequeno com respeito ao parton original. Então, um parton irá irradiar glúons, que por sua vez irradiarão pares 
q

q
  e assim por diante, com cada novo parton aproximadamente colinear com seu pai. Isso pode ser descrito convoluindo os espinores com as funções de fragmentação {\displaystyle P_{ji}\!\left({\frac {x}{z}},Q^{2}\right)}, de maneira similar à evolução das funções de densidade de pártons. Isto é descrito por uma equação do tipo  de-Gribov-Lipatov-Altarelli-Parisi (DGLAP).
{\displaystyle {\frac {\partial }{\partial \ln Q^{2}}}D_{i}^{h}(x,Q^{2})=\sum _{j}\int _{x}^{1}{\frac {dz}{z}}{\frac {\alpha _{S}}{4\pi }}P_{ji}\!\left({\frac {x}{z}},Q^{2}\right)D_{j}^{h}(z,Q^{2})}
A formação de chuveiro de pártons produz pártons de energia sucessivamente mais baixa, e deve portanto deixar a região de validade da QCD perturbativa. Modelos fenomenológicos devem então ser aplicados para descrever a duração do tempo em que a formação de chuveiros ocorre, e a subsequente combinação de pártons coloridos em estados ligados de hádrons sem cor, que é inerentemente não-perturbativa. Um exemplo é o modelo de cordas de Lund, que é implementado em muitos geradores de eventos modernos.

## Proteção no limite infravermelho e colinear
Um algoritmo de jato é seguro no limite infravermelho se produzir o mesmo conjunto de jatos após o evento ser modificado para adicionar uma radiação mole. Similarmente, o algoritmo do jato é seguro no limite colinear se o conjunto final de jatos não é alterado depois de introduzir uma divisão colinear de uma das entradas. Existem muitas razões do porquê o algoritmo do jato deve cumprir esses dois requerimentos. Experimentalmente, jatos são úteis se eles carregam informação sobre o párton inicial. Quando produzido, é esperado que o párton inicial passe por uma formação de chuveiro de pártons, que pode incluir uma série de divisões quase colineares antes do início da hadronização. Além disso, o algoritmo de jato deve ser robusto quando aparecem flutuações na resposta do detector. Teoricamente, se um algoritmo de jato não for seguro em relação ao infravermelho e à colinearidade, não é possível garantir que uma seção de choque finita possa ser obtida em qualquer ordem da teoria perturbativa.